# Wiederhergestellte Reformierte Kirche

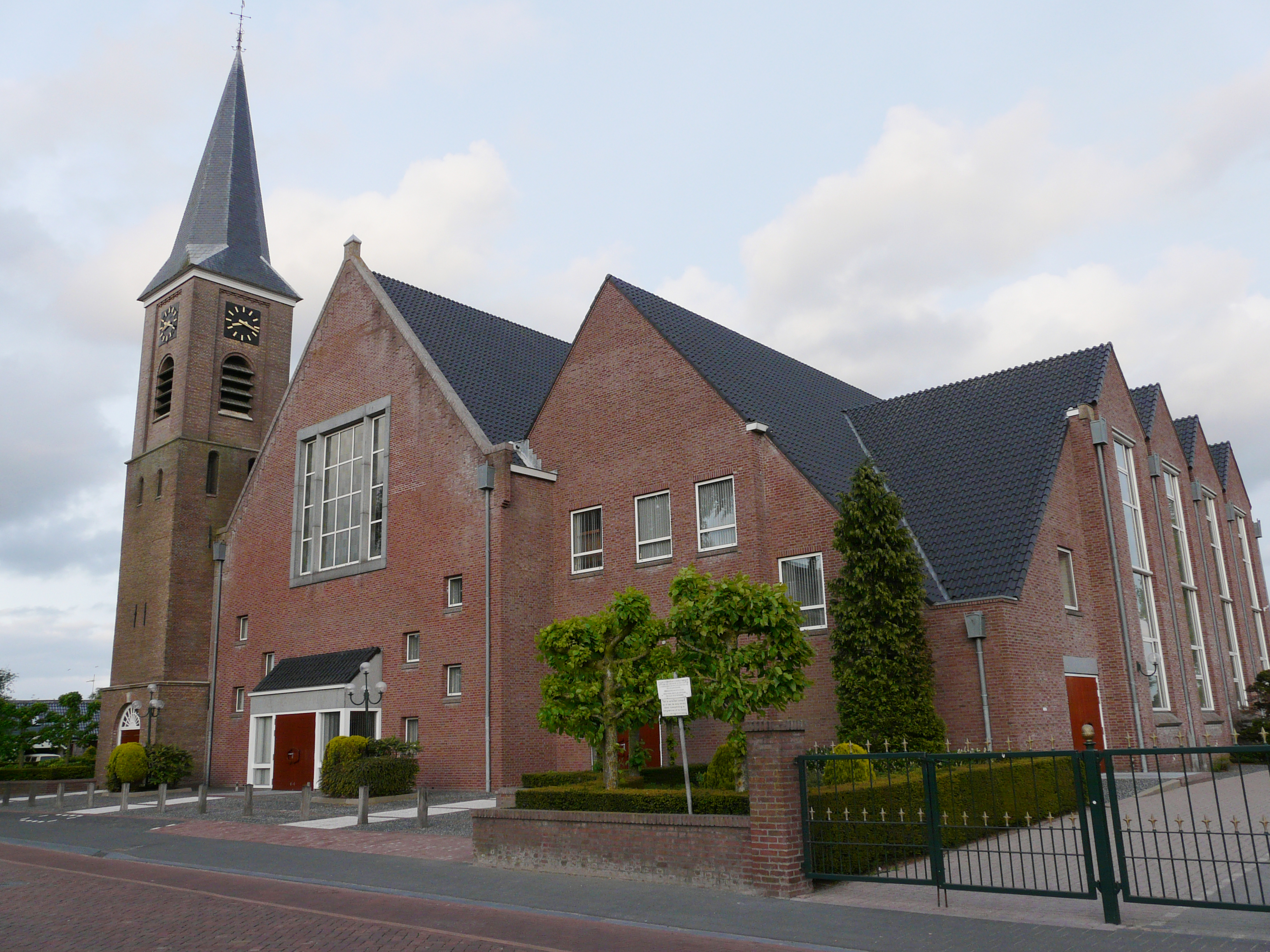
HHK Staphorst (2300 Sitzplätze)

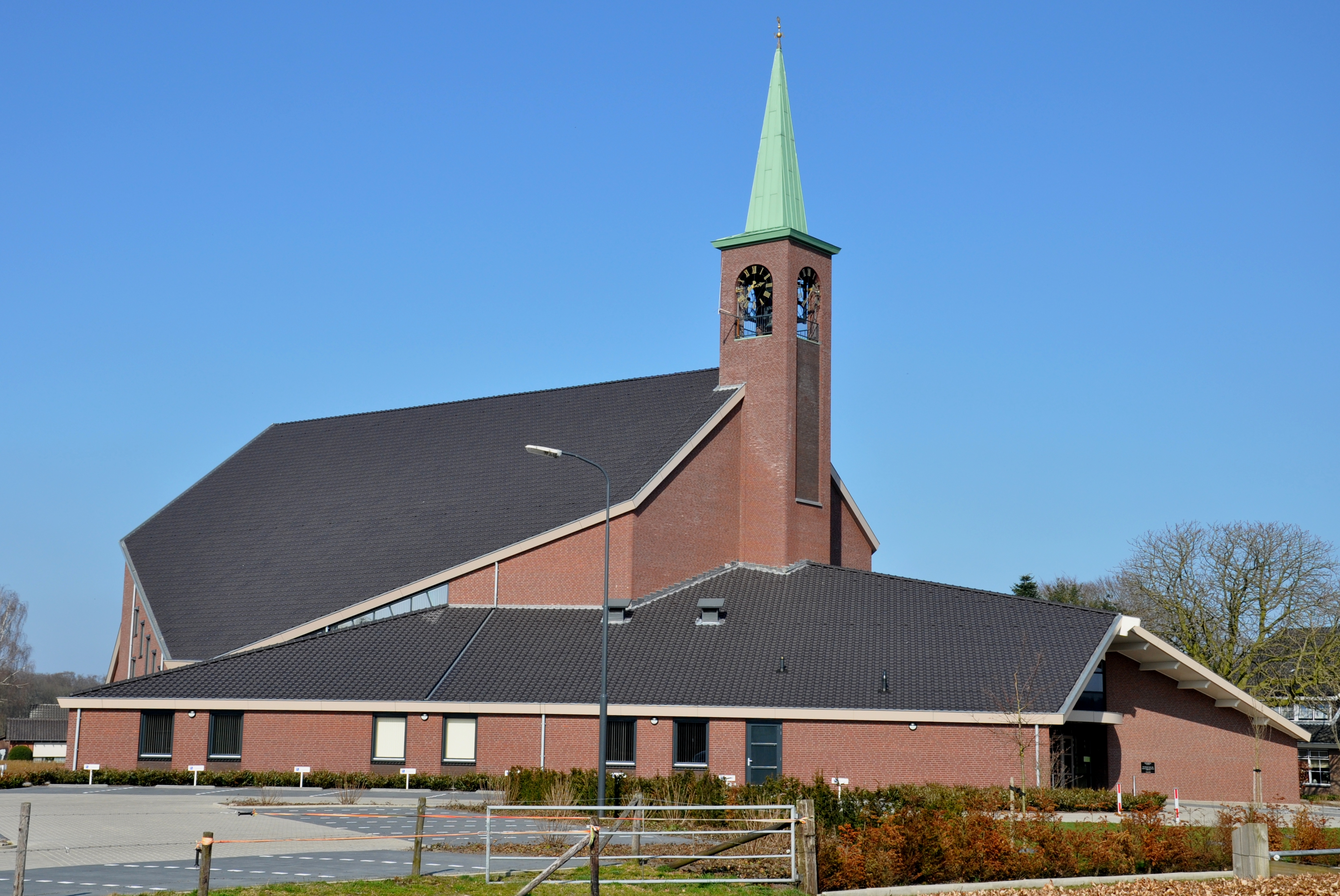
HHK Elspeet

Die Wiederhergestellte Reformierte Kirche (niederländisch: Hersteld Hervormde Kerk, HHK) ist ein niederländischer Kirchenverband, der den Reformierten Kirchen zugehört. Die junge Kirche spaltete sich von der Protestantischen Kirche in den Niederlanden ab, nachdem diese im Mai 2004 durch Zusammenschluss der Niederländisch-reformierten Kirche, der Gereformeerde Kerken in Nederland und der Evangelisch-Lutherischen Kirche im Königreich der Niederlande entstanden war. Viele Mitglieder orthodoxer innerkirchlicher Verbände wie die Gereformeerde Bond in de Nederlands Hervormde Kerk und Gekrookte Riet empfanden den Zusammenschluss mit den Lutheranern als Verstoß gegen den Calvinismus und spalteten sich von der neuen Kirche ab. Später schlossen sich diese abgespalteten Gemeinden zu einem neuen Kirchenverband zusammen: der Wiederhergestellten Reformierten Kirche.

## Beschreibung
Viele Mitglieder der Wiederhergestellten Reformierten Kirche entstammen dem Gereformeerde Bond und dem Gekrookte Riet der Niederländisch-reformierten Kirche. Die lokalen Gemeinden der Wiederhergestellten Reformierten Kirche sehen sich als die Erben der Näheren Reformation. Theologisch sind die Beziehungen zwischen der Wiederhergestellten Reformierten Kirche und der Christlich-reformierten Kirche sehr eng, auf der lokalen Ebene gibt es eine vielfältige Zusammenarbeit.
Die Wiederhergestellte Reformierte Kirche zählt 118 Gemeinden, 61 Prediger, 26 pensionierte Prediger, 2 Kandidaten, 16 Studenten, einen Missionar und 2 Hilfsprediger. Im letzten Jahrzehnt gab es Konflikte mit der Protestantischen Kirche in den Niederlanden über das Eigentum vieler Kirchengebäude und um den Namen der Wiederhergestellten Reformierten Kirche. Ihr ursprünglicher Antrag, sich Wiederhergestellte Niederländisch-reformierte Kirche zu nennen, wurde gerichtlich abgelehnt.
Die Wiederhergestellte Reformierte Kirche bildet ihre Prediger am Wiederhergestellten-reformierten Seminar in Amsterdam aus. Im politischen Bereich wählen viele Mitglieder der Kirche die Staatkundig Gereformeerde Partij. Die Kirche ist missionarisch in Malawi und Suriname aktiv.

## Mitgliederzahl
Das Sociaal en Cultureel Planbureau schätzt die Wiederhergestellte Reformierte Kirche auf 53.000 Mitglieder. Eine erste offizielle Veröffentlichung der Mitgliedszahlen der Wiederhergestellten Reformierten Kirche selbst nennt in 2010 56.753 Mitglieder (2014: 58.821). Die größten Gemeinden sind Staphorst und Ouddorp.
| Nr. | Gemeinde    | Mitglieder |
| --- | ----------- | ---------- |
| 1   | Staphorst   | 5049       |
| 2   | Ouddorp     | 2494       |
| 3   | Opheusden   | 2048       |
| 4   | Lunteren    | 2038       |
| 5   | Katwijk     | 1866       |
| 6   | Doornspijk  | 1852       |
| 7   | Elspeet     | 1332       |
| 8   | Genemuiden  | 1324       |
| 9   | Putten      | 1136       |
| 10  | Nieuwleusen | 1104       |